# Suzukiana irrorata
Suzukiana irrorata är en fjärilsart som beskrevs av Moore 1879. Suzukiana irrorata ingår i släktet Suzukiana och familjen tandspinnare. Inga underarter finns listade i Catalogue of Life.